# Nowopołock
Nowopołock (biał. Наваполацк, Navapolack ros. Новополоцк) – miasto na północy Białorusi, w obwodzie witebskim, nad Dźwiną, położone 8 km na zachód od Połocka, wraz z którym tworzy aglomerację miejsko-przemysłową. Około 98 000 mieszkańców (2020).
W mieście znajduje się towarowa stacja kolejowa Nowopołock.

## Historia

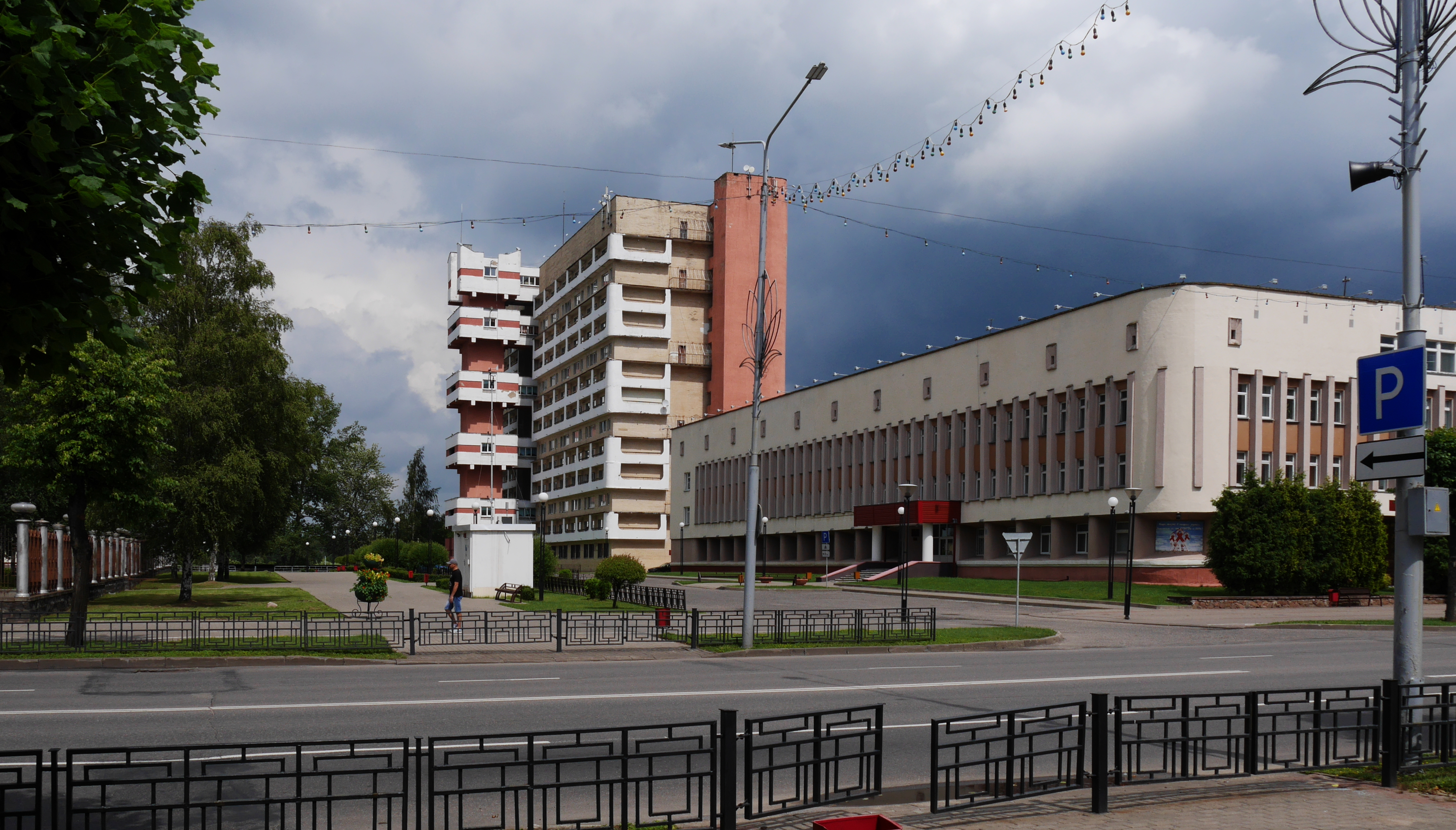
Nowopołock, ulica Młodzieżowa 47. Budynek urzędu skarbowego. W tle – akademik uniwersytetu, zwany przez studentów „Bastille”.

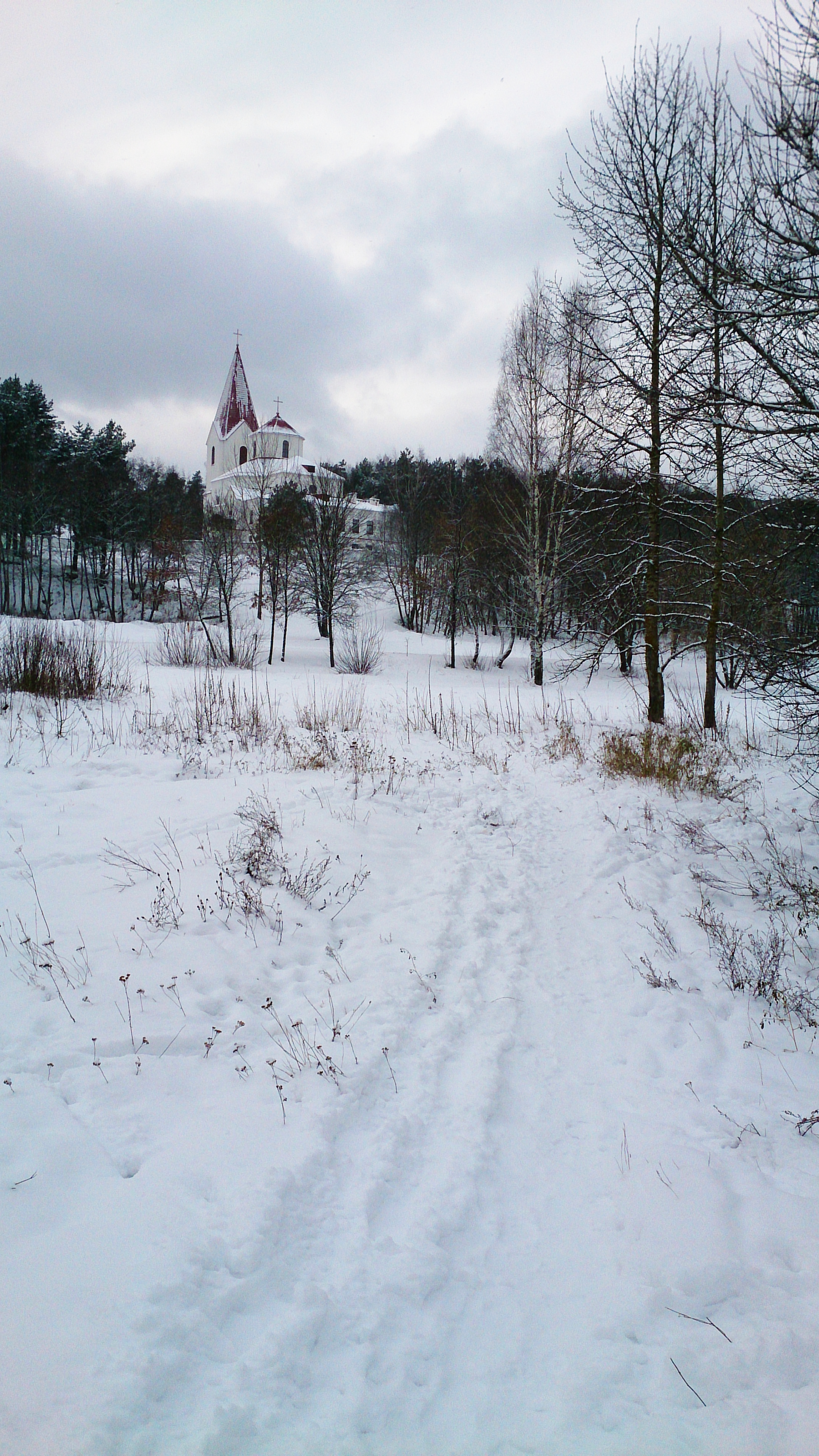
Zima w Nowopołocku. Kościół Najświętszego Serca Pana Jezusa.

Osada założona została w 1958 roku. Nowopołock otrzymał prawa miejskie w 1963 roku. Miasto jest szybko rozwijającym się ośrodkiem przemysłowym po wybudowaniu rafinerii ropy naftowej Naftan. Przemysł chemiczny, środków transportu i materiałów budowlanych. Wyższa szkoła techniczna, muzeum. W mieście działa linia tramwajowa.

## Gospodarka
W mieście rozwinął się przemysł chemiczny, środków transportu oraz rafineryjny.

## Uczelnia
- Połocki Uniwersytet Państwowy im. Eufrozyny Połockiej

## Sport
- Chimik Nowopołock – klub hokejowy
- Naftan Nowopołock – klub piłkarski

## Miasta partnerskie
- Płock
- Gdańsk